# Маринминстер
Маринминстер (њем. Marienmünster) град је у њемачкој савезној држави Северна Рајна-Вестфалија. Једно је од 10 општинских средишта округа Хекстер. Према процјени из 2010. у граду је живјело 5.431 становника. Посједује регионалну шифру (AGS) 5762024.

## Географски и демографски подаци
Маринминстер се налази у савезној држави Северна Рајна-Вестфалија у округу Хекстер. Град се налази на надморској висини од 257 метара. Површина општине износи 64,4 km². У самом граду је, према процјени из 2010. године, живјело 5.431 становника. Просјечна густина становништва износи 84 становника/km².